# Burkhard Werner von Ramstein
Burkhard Werner von Ramstein (* unbekannt; † 1332) war Bürgermeister von Basel.

## Leben
Burkhard Werner von Ramstein wurde als Sohn des Ritters Rudolf Wernher von Ramstein und dessen Ehefrau Margaretha geboren.
1303 wurde die Burg Ramstein von den Baslern zerstört, weil die von Ramstein zum König Albrecht I. von Habsburg hielten und einen Basler Bürger gefangen genommen hatten; ein damals gängiges Mittel, um rechtliche Forderungen durchzusetzen oder sich am Geschäftserfolg anderer zu beteiligen. Nach der Zerstörung der Burg wurde Thüring von Ramstein gefangen genommen und nach Basel abgeführt. Nach dem Wiederaufbau lebten die Ramsteiner Hauptlinien auf Ramstein, Gilgenberg und in Zwingen.
Von 1313 bis 1314 war Burkhard Werner von Ramstein Vogt in Pruntrut und zwischen 1314 und 1332 mehrfach Bürgermeister der Stadt Basel. Er war der erste bekannte Eigentümer des Ramsteinerhofs in Basel, den er 1327 verkaufte.
Burkhard Werner von Ramstein war mit Katharina von Ramstein verheiratet.
1332 wurde er vom Markgrafen Rudolf II. von Hachberg-Sausenberg erstochen. Die Hintergründe der Tat bleiben unklar, aber die Markgrafen von Hachberg-Sausenberg waren mit der Basler Adelsgesellschaft der Psitticher verbunden, während die von Ramstein zu den rivalisierenden Sternern gehörten (siehe auch Fehde zwischen Psitticher und Sterner).

## Trivia
Im 1930 erschienenen historischen Roman von Käthe Papke Der eiserne Markgraf von Sausenberg-Rötteln wird die Tötung von Burkhard Werner von Ramstein behandelt. Allerdings wird dort die Tat dem Bruder (Otto I. von Hachberg-Sausenberg) von Rudolf II. zugeschrieben, der in dem Roman als Choleriker dargestellt wird.

## Schriften (Auswahl)
- Spruchbrief des Burkhard Werner von Ramstein als Obmann im Streit des Hug von Üsenberg und des Günther von Schönau einerseits mit Jakob von Neuenfels, Schultheißen zu Neuenburg, andererseits um den halben Teil von Dorf und Gericht Schliengen, aus dem Jahr 1331 (Digitalisat auf leo-bw.de).